# Laura Spoya
Laura Vivian Spoya Solano (Lima, 25 de julio de 1991) es una modelo y presentadora de televisión peruana.
Fue ganadora del certamen Miss Perú 2015, representado a dicho país en el certamen internacional de Miss Universo 2015, y también el de Miss América Latina del Mundo 2016, la segunda peruana en ganar el título.
Es conocida por ser una de las principales figuras televisivas en dar el salto a la internet peruana. Es la presentadora del programa de televisión Al sexto día de Panamericana Televisión y, a la vez, conductora del podcast Good Time en el canal digital Todo Good.

## Biografía

### Primeros años
Nació el día 25 de julio de 1991 en la ciudad de Lima, Perú. Estudió en el colegio Nuestra Señora del Pilar en el distrito de La Victoria. A los 19 años, ganó el título de Señorita Lima 2010 para entrar al Miss Internacional 2010. El 7 de noviembre de 2010, representó a su país en el certamen y fue parte de las 15 finalistas. La ganadora fue la venezolana Elizabeth Mosquera.

### Miss Perú 2015
Cinco años después, gana el certamen de Miss Perú 2015 y representó a Perú en el Miss Universo 2015, realizado en Las Vegas, Estados Unidos. No logró pasar a las quince finalistas, siendo la ganadora la filipina Pia Alonzo Wurtzbach.

### Televisión e internet
Spoya estudió administración en la Universidad ESAN y después comunicaciones en la Universidad Peruana de Ciencias Aplicadas. Si bien no se especializó en el periodismo, tuvo una breve aparición en el canal de televisión CMD como reportera.
Posteriormente, viajó a México y continuó cubriendo eventos deportivos. Allí, en 2017, empezó su carrera de creadora de contenido para redes sociales, versionando temas de Becky G y otros artistas.  Obtuvo una nominación en los premios MTV Miaw. También se dedicó a la comedia y a interpretar a varios personajes. En su perfil de Instagram, uno de los personajes, «la bipolar», se describe como una «chica fina, pero con esquina».
En 2023 participó en la segunda temporada del programa El gran chef famosos, de Latina Televisión. Admitió que antes de participar había adquirido experiencia culinaria mientras producía su propio canal de YouTube desde casa. Ese mismo año apareció en la película Prohibido salir.
En 2024, asumió la conducción de Al sexto día y el certamen de belleza Miss Perú 2024. Según el exreportero Christian «Loco» Wagner, a Spoya se le propuso presentar en simultáneo un programa de televisión para ATV. Magaly Medina rechazó la propuesta porque se oponía a incluir a otras figuras del canal.  Más tarde, Spoya confirmó que no participaría en otros canales para dedicarse a su trabajo en Panamericana Televisión.
En 2025, tuvo una breve aparición en el programa de entretenimiento La noche habla con Tilsa Lozano, pero renunció por motivos personales. Ese mismo año presentó el pódcast Good Time, que se emite por la mañana.

#### Good Time
En 2025, debutó como presentadora en YouTube con Good Time, un pódcast del canal Todo Good, junto a Gerardo Vásquez (Gerardo Pe’) y Mario Irivarren, dirigido por Abneer Robles. En una entrevista, Spoya señaló que el programa se había planificado en 2024 y que Giancarlo Granda iba a participar en el piloto, pero finalmente fue descartado y reemplazado por Vásquez.
Good Time es uno de los programas con más audiencia en vivo en la Internet peruana, con 40 mil espectadores simultáneos en vivo.  Su éxito se debe a su formato de decir cosas «funables» en medio de la química entre sus presentadores, que actúan como consejeros. Para Romina Badoino, de Canal Ya, es uno de los programas que más rápido han conseguido tener química grupal en sus primeros días de emisión.
Good Time fue uno de los pocos programas que hablaron del colapso del techo de Real Plaza Trujillo, y por eso Spoya y sus compañeros dijeron que varios anunciantes prefirieron ignorarlos para no meterse en problemas. También se habló de las experiencias con influencers de moda, donde Spoya acusó la exclusión y la falta de compañerismo, y terminó con una investigación administrativa en una sesión de fotos en Machu Picchu.
Magaly Medina criticó la preparación de Spoya para declarar y afrontar experiencias que se hicieron virales. Por su parte, Rodrigo González y Gigi Mitre criticaron la exposición emocional de Spoya en sus personificaciones y afirmaron que la dramatización y los supuestos cambios de estilo de vida (como la utilización de símbolos esotéricos) podrían hacer creer a la audiencia que en la vida real no es una reina de belleza.
El periodista Hugo Coya señaló en su columna de El Comercio que las «charlas desenfadadas» entre Spoya y sus compañeros serían relevantes para los jóvenes en el panorama político peruano. Coya puso como ejemplo las charlas sobre la crisis de seguridad y afirmó que las reclamaciones a esta crisis «preparan el terreno para que la frustración (de los jóvenes) se traduzca en apoyo a soluciones extremas». 

## Vida privada
A Spoya le diagnosticaron trastorno por déficit de atención e hiperactividad.
Spoya tiene una residencia en el distrito de Santiago de Surco, de Lima, donde vivió parte de su vida. En abril del 2016, anunció sobre su relación con el empresario mexicano Brian Rullan, y ambos se casaron el 9 de febrero de 2017. Durante algunos años, Spoya radicó en Acapulco junto con su marido.
Laura y su esposo tuvieron dos hijos: Emilia (nacida el 15 de enero de 2019) y Antonio (nacido el 28 de abril de 2022).
Desde que Laura Spoya llegó al pódcast Good Time, Brian Rullan ha expresado que no le gustan las dinámicas del programa, no desea participar con sus compañeros y, además, lo hace porque «respeto a mis hijos, tengo otros valores». En el mismo pódcast, uno de los invitados preguntó a Spoya si estaba atravesando una crisis matrimonial y esta se negó a comentar, lo cual generó una avalancha de comentarios en redes sociales por la jocosa y tensa reacción en la conversación. Parte de la conversación fue eliminada en la versión diferida. En mayo de 2025, Spoya confirmó la separación de su esposo y anunció que se alejaría temporalmente del pódcast por el bienestar de su familia.

## Concursos de belleza
- Señorita Lima 2010 -  Ganadora
- Virreyna Mundial del Banano 2010 -  Segundo lugar[4]
- Miss Perú Internacional 2010 -  Ganadora
- Miss Internacional 2010 - Semifinalista (Top 15)
- Miss Perú Universo 2015 -  Ganadora
- Miss América Latina 2016 -  Ganadora